# Han Duo
Han Duo var en dansk podcast omhandlende film, spil og tv-serier med værterne Jacob Ege Hinchely og Elias Eliot.
Han Duo udgav en episode hveranden uge. Her anmeldte de tre titler; enten et spil, en film eller en TV-serie, laver en top-3 over et givent emne, og gennemgår ugens nyheder fra filmenes, spillenes og tv-seriernes verden.
Han Duo udgav deres første episode den 30. april 2014, her blev filmen Cheap Thrills og tv-serien Silicon Valley anmeldt, og Jacob og Elias interviewede Cheap Thrills-instruktøren E. L. Katz.
Han Duo havde en YouTube-kanal, hvor de blandet andet livestreamer forskellige horrorspil og udgiver en videoblog kaldet Ending Mansplained, der er en parodi på YouTube-videoer, der forklarer slutningen i diverse film.[kilde mangler]
Han Duo stod også bag de to spin-off podcasts 'Sværd og Trolddom', samt 'Han Duo Rollespiller', hvor de gennemspiller forskellige rollespils scenarier, og systemer.
De var desuden forfattere til bogserien 'Blod & Stål', en rollespilsbogserie, stærkt inspireret af 'Sværd og Trolddom' hvor man selv vælger handlingen. Det blev til to bøger, hvor den første bog 'I Koboldens Skygge' blevet udgivet d. 4. november 2022, og den anden 'Kødhavn' blev udgivet den 5. december 2023. 

## Episoder
Han Duo havde flere forskelige episode-formater. En almindelig episode varer cirka 2 timer.
En minisode varer 30-50 minutter om en enkel film. En retro-episode er et langt format, hvor en spilserie eller filmserie bliver gennemgået fra ende til anden på nogle timer, som regel med et interview med en eller flere, der har været med til at lave filmen eller spillet. De har også specialepisoder, hvor de for eksempel afspiller gamle lydbånd, snakker om et givent emne, eller dykker ned i historien bag en film. Længden på disse episoder varierer. Udover det har de også "Han Duo møder", hvor de interviewer personer fra filmenes, spillenes og tv-seriernes verden. Disse episoder varer cirka 1 time og 20 minutter.

### Minisode
Han Duos første rigtige minisode blev udgivet den 4. maj 2015 og handlede om filmen The Guest.
En minisode er en kort Han Duo episode, hvor kun en film bliver anmeldt. En minisode varer omkring halvt så lang tid som en normal Han Duo episode.
I Han Duo minisoder er disse film blevet anmeldt:
| 1.  | Film                      | Længde                | Udgivelsesdato    |
| --- | ------------------------- | --------------------- | ----------------- |
| 2.  | The Guest                 | 39 minutter           | 4. maj 2015       |
| 3.  | Mad Max: Fury Road        | 43 minutter           | 14. maj 2015      |
| 4.  | Terminator: Genisys       | 56 minutter           | 3. juli 2015      |
| 5.  | Warcraft: The Beginning   | 53 minutter           | 27. maj 2016      |
| 6.  | Ghostbusters              | 49 minutter           | 5. august 2016    |
| 7.  | Life                      | 40 minutter           | 31. marts 2017    |
| 8.  | Stranger Things (sæson 2) | 1 time og 17 minutter | 26. november 2017 |
| 9.  | Cloverfield Paradox       | 46 minutter           | 14. februar 2018  |
| 10. | The Terror (sæson 1)      | 55 minutter           | 1. juni 2018      |
| 11. | Ant Man and The Wasp      | 47 minutter           | 13. juli 2018     |
| 12. | Alita: Battle Angel       | 1 time og 17 minutter | 22. februar 2019  |
| 13. | Pet Sematary              | 1 time og 8 minutter  | 12. april 2019    |

### Retro
En Han Duo-retro var et langt format, hvor en spilserie eller filmserie bliver gennemgået fra ende til anden på nogle timer, som regel med et interview med en eller flere, der har været med til at lave filmen eller spillet. Den første Han Duo-retro episode blev udgivet den 8. maj 2015 og handlede om Tilbage til fremtiden-trilogien. Den var 2 timer og 26 minutter lang.
Disse titler er blevet behandlet i Han Duo Retro episoder:
|    | Emne                                         | Interview med:                                                | Længde                 |
| -- | -------------------------------------------- | ------------------------------------------------------------- | ---------------------- |
| 1. | Tilbage til fremtiden-trilogien              | Bob Gale (manuskriptforfatter)                                | 2 timer og 26 minutter |
| 2. | Uncharted-spilserien                         | Amy Hennig (manuskriptforfatter) og Nolan North (skuespiller) | 3 timer og 1 minut     |
| 3. | Star Wars: The original trilogy              | Jakob Stegelmann (Star Wars fan) og Gary Kurtz (producer)     | 4 timer og 17 minutter |
| 4. | Ghostbusters 1 & 2 samt Ghostbusters spillet | Ray Parker Jr. (musiker) og Ivan Reitman (instruktør)         | 3 timer og 39 minutter |
| 5. | Commando                                     | Mark L. Lester (filmens instruktør)                           | 2 timer                |
| 6. | The Last of Us (spil)                        |                                                               | 4 timer og 15 minutter |
| 7. | Casper & Mandrilaftalen                      | Lasse Rimmer og Lars Hjortshøj                                | 2 timer og 47 minutter |

### Redo
Den 11. august 2017 introducerede Han Duo et nyt format, i form af "Han Duo: Redo". Her tager de to ældre film med et dårligt ry op, og vurderer om kritikken er uberettiget eller helt på sin plads. I den første "Redo"-episode blev The League of Extraordinary Gentlemen og Howard the Duck vendt. Episoden blev fulgt op ugen efter, med et interview med The League of Extraordinary Gentlemens danske fotograf, Dan Laustsen.
Titler taget op i Han Duo Redo:
|    | Film                                                     | Længde                | Dato            |
| -- | -------------------------------------------------------- | --------------------- | --------------- |
| 1. | The League of Extraordinary Gentlemen og Howard the Duck | 1 time og 57 minutter | 11. august 2017 |
| 2. | The Last Action Hero                                     | 1 time og 42 minutter | 24. august 2018 |

### Detour
Den 21. november 2018 udgav Han Duo en episode i det nye reportageformat Detour. I episoden er de på besøg hos det danske spilstudie IO Interactive.[kilde mangler]

## Star Wars-lydbånd
Han Duo gik i starten af 2017 viralt med en lydbåndsversion af filmen Star Wars: The Force Awakens. Lydbåndet med den danske titel Stjernekrigen: Kraften Vækkes var inspireret af de gamle lydbånd fra 1980'erne. Lydbåndet havde flere danske skuespillere og andre kendte på rollelisten, herunder Jakob Stegelmann (fortæller), Pilou Asbæk, Nicolas Bro, Ena Spottag, Vicki Berlin, Anders Lund Madsen og Ulf Pilgaard. Manuskriptet var skrevet af Jacob Ege Hinchely og Elias Eliot og baseret på filmens manuskript, der er skrevet af J.J. Abrams, Lawrence Kasdan og Michael Arndt. I forbindelse med udgivelsen af lydbåndsversionen var to af de medvirkende i Aftenshowet på DR1.[kilde mangler]

## Han Duo Liveshows og værtsjobs
Siden 2016 har Han Duo lavet liveudgaver af podcasten ved diverse liveshows på Bremen Teater i København og Musikhuset i Aarhus. Ved disse shows har de interviewet bl.a. skuespiller Pilou Asbæk, Lars Mikkelsen og fotograf Dan Laustsen.
Han Duo har også fungeret som værter på andre live events, og har således i 2018 og 2019 og 2022 været værter ved Aalborg Symfoniorkesters 'Video Games in Symphony' koncerter, og i 2019, 20 og 21 var de værter på 'Spilprisen'. Den danske spilbranches prisuddeling.
I 2019 og 2020 har de optrådt med quizopvarmninger til koncerterne 'Star Wars: A New Hope in Concert' og 'Agents Are Forever' i DRs koncerthus. Til sidstnævnte var de endvidere værter ved den livetransmitterede koncert på P2.
I 2022 var de værter ved DR Symfoniorkesters 'Duellen' koncert i DRs Koncerthus.
Desuden er de værter på flere DR2 programmer om musik fra film og serier, blandt andet en specialudsendelse om filmkomponisten John Williams.